# Mörtviken
För andra betydelser, se Mörtviken (olika betydelser).
Mörtviken är en tidigare småort på Ingarö i Värmdö kommun, Stockholms län. I samband med tätortsavgränsningen 2015 kom småorten att inkluderas i tätorten Fågelvikshöjden.
Har tidigare varit ett sommarstugeområde, men andelen bofasta har successivt ökat. Numera finns det både fritidsboende och fast boende. Har tidigare funnits lanthandel, men den är för länge sedan nedlagd. 
Orten har bland annat en badplats, en tennisbana och en boulebana.
Buss från Slussen, Stockholm, tar cirka 45 minuter, vilket gör att det går att pendla till Stockholm (därav det ökade antalet bofasta). Närmaste tätort är Brunn, där det bland annat finns affär, skola och kyrka. Närmaste större ort är Gustavsberg.